# Camilla Belle
Camilla Belle Routh (Los Angeles, Kalifornia, 1986. október 2. –) amerikai színésznő.

## Fiatalkora
Cristina Gould brazil divattervező és Jack Wesley Routh építési vállalkozó gyermekeként született Los Angelesben. Szigorú katolikus nevelést kapott. A Sao Paulo-i Szent Pál Katolikus Elemi Iskola befejezése után a Marlborough School-ba járt, majd egy Los Angeles-i lányiskolában fejezte be a tanulmányait.

## Pályafutása
1993-ban, hétévesen tűnt fel először a filmvásznon, a Nyolc emelet mélység című tévéfilmben. Alyssa Milano 1996-os Poison Ivy II című filmjében is láthattuk, majd kapott egy kisebb szerepet Az elveszett világ: Jurassic Park (1997) című filmben. 1998-ban aztán a komolyabb gyermekszínész-szerepek is megtalálták: A hazafi című filmben ő alakította Dr. Wesley McClaren (Steven Seagal) lányát, Holly-t, az Átkozott boszorkák című Sandra Bullock filmben pedig ő játszhatta el a 11 éves Sallyt.
A 2006-os Ismeretlen hívás című horrorfilm már főszerep volt, csakúgy, mint az I. E. 10 000-ben Evolet megformálása. Az élet Prada nélkül című alkotásban Alexa Vegával együtt szerepelt.

## Filmográfia
| Év   | Magyar cím                        | Eredeti cím                   | Szerep                 | Magyar hang        |
| ---- | --------------------------------- | ----------------------------- | ---------------------- | ------------------ |
| 1995 | A kis hercegnő                    | A Little Princess             | Jane                   |                    |
| 1996 |                                   | Poison Ivy II: Lily           | Daphne Falk            |                    |
| 1997 | Az elveszett világ: Jurassic Park | The Lost World: Jurassic Park | Cathy Bowman           | Szőnyi Juli        |
| 1998 | Átkozott boszorkák                | Practical Magic               | Sally Owens gyerekként |                    |
| 1998 | A hazafi                          | The Patriot                   | Holly McClaren         |                    |
| 1998 |                                   | Secret of the Andes           | Diana Willings         |                    |
| 2001 | Láthatatlan cirkusz               | The Invisible Circus          | Phoebe 12 évesen       | Pekár Adrienn      |
| 2005 | Jack és Rose balladája            | The Ballad of Jack and Rose   | Rose Slavin            | Tamási Nikolett    |
| 2005 | Elrabolva                         | The Chumscrubber              | Crystal                |                    |
| 2005 | Csend                             | The Quiet                     | Dot                    | Vadász Bea         |
| 2006 | Ismeretlen hívás                  | When a Stranger Calls         | Jill Johnson           | Mánya Zsófia       |
| 2008 | I. e. 10 000                      | 10,000 BC                     | Evolet                 | Bogdányi Titanilla |
| 2009 | Az energia                        | Push                          | Kira Hudson            | Bogdányi Titanilla |
| 2009 |                                   | À deriva                      | Ângela                 |                    |
| 2010 |                                   | Father of Invention           | Claire Axle            |                    |
| 2011 | Az élet Prada nélkül              | From Prada to Nada            | Nora Dominguez         | Bogdányi Titanilla |
| 2011 |                                   | Breakaway                     | Melissa Winters        |                    |
| 2012 |                                   | Open Road                     | Angie                  |                    |
| 2013 |                                   | Cavemen                       | Tess Foley             |                    |
| 2014 |                                   | Amapola                       | Ama                    |                    |
| 2015 |                                   | Diablo                        | Alexsandra             |                    |
| 2016 |                                   | The American Side             | Emily Chase            |                    |
| 2016 |                                   | Sundown                       | Gaby                   |                    |
| 2017 |                                   | The Mad Whale                 | Isabel Wallace         |                    |
| 2022 |                                   | Carter                        | Agnes                  |                    |

### Televízió
| Év        | Magyar cím                  | Eredeti cím                                 | Szerep                    | Megjegyzések                                    |
| --------- | --------------------------- | ------------------------------------------- | ------------------------- | ----------------------------------------------- |
| 1993      |                             | Empty Cradle                                | Sally                     | tévéfilm                                        |
| 1993      | Nyolc emelet mélység        | Trouble Shooters: Trapped Beneath the Earth | Jennifer Gates            | tévéfilm                                        |
| 1994      | Sarah két élete             | Deconstructing Sarah                        | Young Elizabeth           | tévéfilm                                        |
| 1995      | Annie királyi kalandjai     | Annie: A Royal Adventure!                   | Molly                     | - tévéfilm - magyar hangja: - Szentesi Dorottya |
| 1996      | Haditörvény                 | Marshal Law                                 | Boot Coleman              | tévéfilm                                        |
| 1998      | Walker, a texasi kopó       | Walker, Texas Ranger                        | Cindy Morgan              | 1 epizód                                        |
| 1999      |                             | Replacing Dad                               | Mandy                     | tévéfilm                                        |
| 2000      | A Thornberry család         | The Wild Thornberrys                        | Calf (hangja)             | 1 epizód                                        |
| 2000      |                             | Rip Girls                                   | Sydney Miller             | tévéfilm                                        |
| 2001      | Visszatérés a titkos kertbe | Back to the Secret Garden                   | Elizabeth "Lizzy" Buscana | tévéfilm                                        |
| 2018–2019 | Mickey és az autóversenyzők | Mickey and the Roadster Racers              | Almanda (hangja)          | 2 epizód                                        |
| 2019      |                             | Dollface                                    | Melyssa                   | 2 epizód (Hulu-sorozat)                         |
| 2022      |                             | Law & Order: Organized Crime                | Pearl Serrano             | 6 epizód (NBC-sorozat)                          |